# دریاچه مرگ

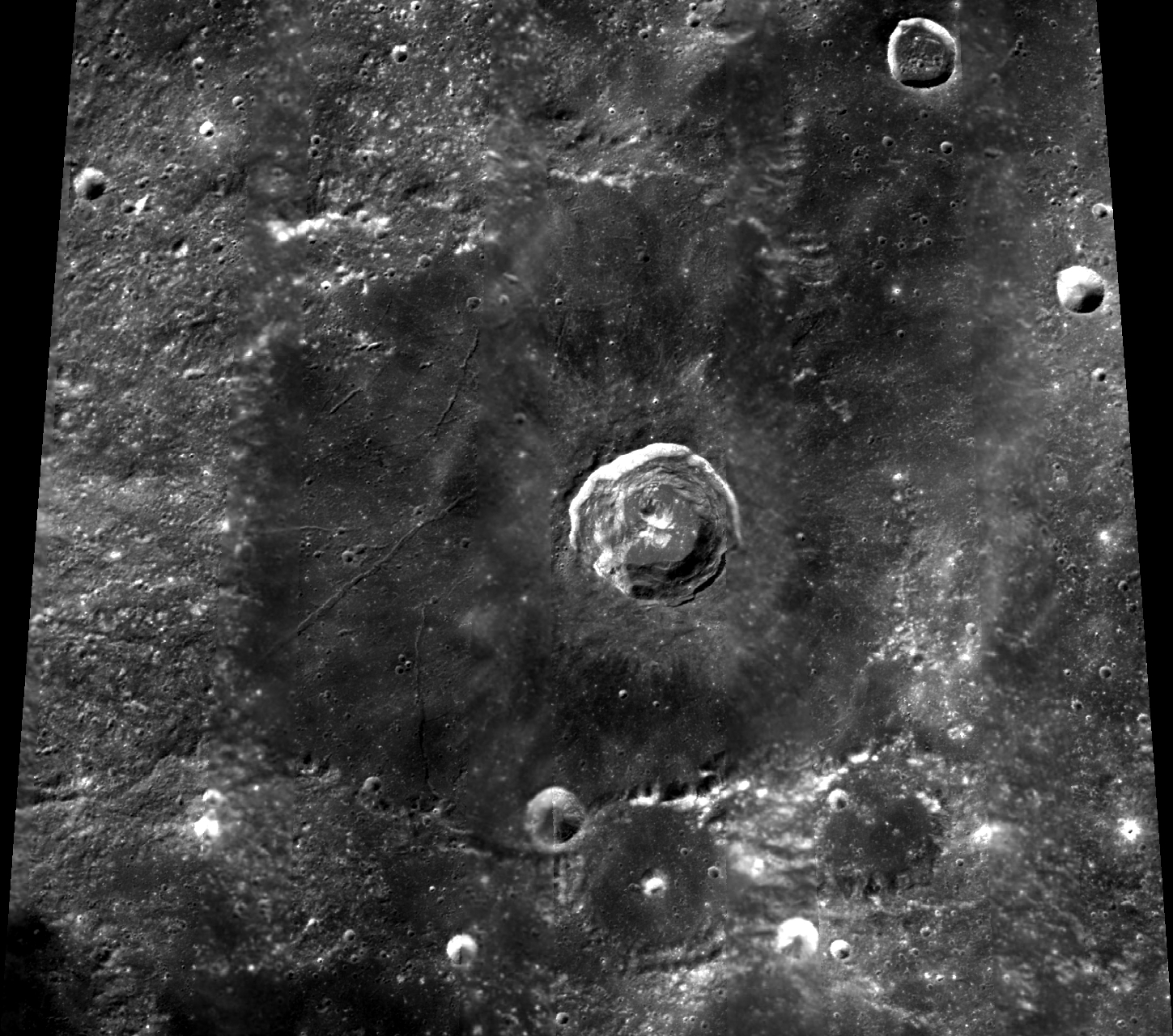
دریاچهٔ مرگ

دریاچهٔ مَرگ (به لاتین: Lacus Mortis) یکی از دریاچه‌وارهای کره ماه است.
دریاچه مرگ دشتی پوشیده از گدازه‌های بازالتی است که در قسمت شمال شرقی کره ماه واقع شده‌است.
دریاچه مرگ در جنوب دریای سرما (Mare Frigoris) واقع شده.